# Disphyma crassifolium
Disphyma crassifolium es una especie de planta con flores de la familia Aizoaceae originaria de Australia y las Provincias del Cabo de Sudáfrica. Es un arbusto anual postrado, suculento o una planta perenne de vida corta con tallos de hasta 2 metros de largo, hojas de tres lados en sección transversal con un ángulo inferior redondeado, y flores moradas parecidas a margaritas con estaminodios de hasta 30 milímetros largo.

## Descripción
Disphyma crassifolium es un arbusto perenne postrado, suculento, anual o de vida corta que normalmente crece hasta una altura de 2–30 cm y tiene tallos de hasta 2 metros de largo. Sus hojas tienen forma de maza, más o menos redondas o de tres lados en sección transversal, 5–70 milímetros de largo y 1–7 milímetros de ancho. Las flores son de 20–50 milímetros de ancho con un tubo de perianto de 6–12 milímetros de ancho, los lóbulos más largos son de 2–30 milímetros de largo con estaminodios púrpuras en forma de pétalos de 110–30 milímetros de largo que son de color blanco en la superficie inferior. La floración se produce principalmente de octubre a febrero y el fruto es una cápsula cónica de unos 10 milímetros de largo y ancho antes de abrir.

## Distribución y hábitat
Disphyma crassifolium está ampliamente distribuido en Sudáfrica y Australia. Crece en áreas salinas como dunas costeras y llanuras de hinojo marino, y tolera una variedad de suelos que incluyen arena, marga y arcilla.

## Taxonomía
Disphyma crassifolium fue publicado por primera vez en 1753 como Mesembryanthemum crassifolium por Carlos Linneo en Species Plantarum de especies recolectadas en el sur de África. En 1925, Nicholas Edward Brown planteó el género Disphyma en The Gardeners' Chronicle  y en 1927 Harriet Margaret Louisa Bolus movió M. crassifolium de Linneo al nuevo género como Disphyma crassifolium en la revista botánica Flowering Plants of South Africa .
En 1803, Adrian Hardy Haworth describió Mesmbryanthemum clavellatum en su libro Miscellanea Naturalia, sive Dissertationes Variae ad Historiam Naturalem Spectantes a partir de plantas cultivadas a partir de semillas recolectadas en Australia por Robert Brown . En 1976, Robert Chinnock movió M. clavellatum al género Disphyma como D. clavellatum en el New Zealand Journal of Botany . Luego, en 1986, John Peter Jessop redujo Disphyma clavellatum a una subespecie, Disphyma crassifolium subsp. clavellatum en Flora of South Australia, un nombre aceptado por el Australian Plant Census y Plants of the World Online .